# Eta Carinae
Eta Carinae (η Carinae,  η Car) từng được biết đến với tên gọi Eta Argus, là một hệ sao trong chòm sao Thuyền Để, ở khoảng cách 7.500 năm ánh sáng. Hệ sao chứa ít nhất hai ngôi sao có độ sáng gấp 5 triệu lần Mặt Trời. Hai ngôi sao chính có quỹ đạo lệch tâm với chu kỳ khoảng 5.5 năm.
Trong đó ngôi sao chủ là một ngôi sao sao cực kỳ bất thường, tương đồng với sao biến quang màu xanh lam (LBV - luminous blue variable) mà ban đầu có khối lượng khoảng 150 M☉(khối lượng mặt trời), trong khi nó đã mất đi ít nhất là 30M☉. Ngôi sao thứ hai được sếp vào sao loại A, khối lượng gấp 30 đến 80 Mặt Trời.
Hệ Eta Carinae được bao quanh trong tinh vân Homunculus, đến lượt tinh vân này lại là một phần của tinh vân Carina lớn hơn nhiều, và hiện đang có một độ sáng bolometric kết hợp của hơn năm triệu lần mặt trời.
Ở độ xích vĩ −59° 41′ 04.26″ Eta Carinae là một sao quanh trục cực nam Trái Đất, nên không thể nhìn thấy được từ phía bắc từ vĩ độ 30°B và phía nam quanh vùng cực vĩ tuyến 30°N. Do khối lượng và các giai đoạn của cuộc sống của nó, người ta dự kiến nó sẽ phát nổ như một siêu tân tinh hoặc hypernova trong tương lai gần thiên văn học.